# Jacurso
Jacurso  község (comune) Olaszország Calabria régiójában, Catanzaro megyében.

## Fekvése
A megye nyugati részén fekszik. Határai: Cortale, Curinga, Filadelfia, Maida, Polia és San Pietro a Maida.

## Története
A települést a 15. században alapították. Középkori épületeinek nagy része az 1783-as calabriai földrengésben elpusztult. A 19. század elején, amikor a Nápolyi Királyságban felszámolták a feudalizmust, vált előbb Maida része lett, majd önálló községgé vált.

## Népessége
A népesség számának alakulása:

## Főbb látnivalói
- San Sebastiano-templom
- Madonna della Salvazione-templom